# Dmitri Likhatxov
Dmitri Serguéievitx Likhatxov (rus: Дми́трий Серге́евич Лихачёв, 28 de novembre [C.J. 15 de novembre] de 1906 a Sant Petersburg - 30 setembre de 1999 a Sant Petersburg) fou un destacat medievalista rus, lingüista, i supervivent de camp de concentració. Durant la seva vida, Likhatxov fou considerat l'acadèmic més important del món en antic eslau oriental i la seva literatura.
Va ser venerat com "l'últim dels vells petersburguesos" i com "un guardià de la cultura nacional". A causa del seu alt perfil com a dissident soviètic durant la seva vida posterior, Likhatxov és esmentat sovint com "la consciència de Rússia".

## Vida i carrera
Dmitri Likhatxov va néixer a Sant Petersburg. Des de la seva primera infància que tenia una passió per la literatura, tot i que els seus pares no estaven d'acord amb aquest interès.
En una entrevista de 1987 amb David Remnick, Likhatxov recordava com havia "vist la revolució de febrer i la Revolució d'Octubre des de la seva finestra."
El 1923, amb tan sols 16 anys, Likhatxov va entrar al Departament de Lingüística i Literatura de la Universitat Estatal de Leningrad. Va assistir a classes de les seccions germànica i eslavorussa, al mateix temps, i aconseguí dos diplomes. A la universitat, el jove Likhatxov va conèixer molts científics destacats i va desenvolupar la seva pròpia forma de pensar. El 1928, al final dels seus estudis, Likhatxov va ser detingut i acusat de ser un membre del que Remnick anomenà "un grup literari d'estudiants anomenat l'Acadèmia Còsmica de les Ciències", que "plantejava una amenaça tan gran al Kremlin com la que Harvard Lampoon  fa a la Casa Blanca."
Per a la seva elecció com a acadèmic, Likhatxov havia presentat un breu informe, en el qual es burlava de les noves regles ortogràfiques de 1918, i va instar perquès fossin "reformades" mitjançant la restauració de la lletra prohibida ѣ ("Iat"). Després de la detenció, Likhatxov fou confrontat amb el document per un interrogador de la policia secreta soviètica, que va cridar, "Què vol amb això de la reforma de la llengua? Potser al final no en tindrem cap [de llengua] sota el socialisme!"
Després de nou mesos de presó, el jove científic va ser exiliat il·legalment sense judici i va passar cinc anys al primer camp de concentració soviètic, situat a les Illes Solovietski al Mar Blanc.
Al campament, el treball dur, males condicions de vida i les malalties danyaren dràsticament la salut de Likhatxov, però va sobreviure. A les Illes Solovetski va conèixer tant a intel·lectuals russos exiliats com a veritables criminals, als quals va passar a salvar la vida. Com va dir Dmitri Likhatxov molts anys més tard, "A Solovki vaig entendre que cada persona és una persona."
Mentre era a les illes, durant un cert període Dmitri Likhatxov va treballar com a membre del Gabinet de Criminologia, tot organitzant una colònia de treball per a adolescents i salvant-los de la mort causada per la fam, les drogues i el fred.
A la nit del 28 d'octubre de 1929, va ser cridat d'una visita amb els seus pares i se li va ordenar unir-se a un grup de 300 presoners destinats a l'execució. Volent estalviar als seus pares el trauma, Likhatxov els va dir que havia estat convocat per al treball nocturn i que no havien d'esperar-lo. A continuació, es va amagar darrere d'una pila de fusta i va escoltar com els tres-cents presoners eren afusellats i llançats en un fossa comuna. L'endemà al matí, Likhatxov va tornar del seu amagatall com un home completament diferent. En una entrevista de 1987 amb David Remnick, Likhatxov va recordar els esdeveniments d'aquella nit i va concloure, "El botxí és més gran que jo, i encara és viu."
A partir de 1931, Likhatxov fou un treballador de la construcció del Canal Stalin Mar Blanc-Bàltic fins al seu alliberament.
Dmitri Likhatxov va escriure el seu primer article científic, "Jocs de cartes de delinqüents", al camp. No jugava a les cartes per si mateix, però era un bon observador. També va recollir molt material detallat sobre el llenguatge dels lladres i posteriorment publicaria articles i un llibre sobre l'argot i costums dels lladres.
Després d'haver tornat a Leningrad (Sant Petersburg), Likhatxov va treballar durant cinc anys com a corrector de proves a l'editorial de la Acadèmia de Ciències de l'URSS. El 1936, gràcies a les peticions per part del president de l'Acadèmia de Ciències, Aleksandr Karpinski, s'esborraren els antecedents penals de Dmitri Likhatxov. El 1938 se'l va convidar al Departament de Literatura Russa Antiga de l'Institut de Literatura Russa (conegut com la "Casa Puixkin"). Dmitri Likhatxov hi treballaria fins al final de la seva vida.
L'antiga literatura russa, que fins aquell moment no havia rebut molta atenció acadèmica, va esdevenir el principal interès científic de Dmitry Likhatxov que, a principis de la dècada de 1940, era un dels especialistes més reconeguts en aquest àmbit. El 1941 Likhatxov va presentar la seva tesi "Cròniques de Nóvgorod del segle XII", rus: Новгородские летописные своды XII века.
La Segona Guerra Mundial va comportar nous desafiaments. Likhatxov, amb la seva dona i dues filles bessones, va sobreviure als horrors del setge de Leningrad (1941-1944). Va descriure la seva experiència en una història, plena de durs detalls, on exposava diferents tipus de persones i la seva conducta heroica quan s'enfrontaven a la inanició i la mort. El 1942, completament esgotat per la fam i el fred, Dmitri Likhatxov va començar a recopilar materials sobre la poesia medieval i aviat va publicar el llibre La defensa de les antigues ciutats, rus: Оборона древнерусских городов. El 1943 Likhatxov i tota la seva família foren evacuats de Leningrad pel Camí de la Vida i van ser exiliats a Kazan, suposadament a causa de la "relació amb el camp de Solovetski". Però cap al final de la guerra ja havien tornat a Leningrad.
El 1947, Dmitri Likhatxov va rebre el grau de Doctor en Filologia, després d'haver presentat els seus "Assajos sobre la història de les formes literàries del annals; segles XI -XVI", rus: Очерки по истории литературных форм летописания XI —XVI вв.. Tres anys més tard es va convertir en professor de la Universitat Estatal de Leningrad. A partir de 1953 va ser membre corresponent - i des de 1970 membre de l'Acadèmia de Ciències de l'URSS.
El 1950 va marcar la publicació de l'edició en dos volums de Likhatxov, que conté importants obres úniques, literàries traduïdes a la llengua russa moderna: La Crònica Primària , una història de la Rus ', des del segle IX fins al segle xii i El conte de la campanya d'Ígor, un conte basat en una incursió fallida del príncep Ígor Sviatoslàvitx de Nóvgorod-Seversk en contra dels cumans en 1185.
Dmitri Likhatxoov no era pas un científic separat de la vida quotidiana. Des de la dècada de 1950 va començar una campanya per salvar els temples de fusta del nord de Rússia i per conservar l'aspecte històric de les ciutats russes. Va ajudar a fundar els museus de Dostoievski, Puixkin i Pasternak. En la dècada de 1960 Likhatxov va ser un dels iniciadors del moviment per a la protecció de monuments històrics, biblioteques i arxius. Gràcies a Likhatxov es van salvar molts monuments, incloent-hi l'apartament de Marina Tsvetàieva a Moscou I l'Avinguda Nevski a Leningrad (que se suposava que havia de ser convertida en un carrer comercial). En la dècada de 1980 es va dirigir al Fons Cultural Soviètic (més tard anomenat de Rússia) Fons Cultural, per donar suport al procés de reivindicació de l'Església ortodoxa dels seus temples, anteriorment confiscats pel govern soviètic. El científic també va participar en la preservació de les minories nacionals en perill d'extinció, mentre ajudava al retorn a Rússia de figures públiques i culturals emigrades.
El 1980 Likhatxov va ser un dels membres de la Acadèmia de Ciències que es va negar a signar una carta sol·licitant l'expulsió del famós científic Andrei Sàkharov de l'Acadèmia causa de la desaprovació pública de Sàkharov a l'enviament de tropes soviètiques a l'Afganistan el 1979.
Dmitri Likhatxov es va guanyar el reconeixement mundial com a teòric de la cultura i com a publicista. En la dècada de 1980 va desenvolupar un concepte que considera els problemes de la humanització, la reorientació dels objectius i les idees educatives. El científic veu la cultura com una memòria històrica, com un procés d'acumulació, en lloc d'un procés de canvis consecutius. Aquesta va ser també la base teòrica per a l'atenció que parava Likhatxov als monuments antics, sobretot en l'arquitectura. Inspirat per les obres de Vladímir Vernadski, Dmitri Likhatxov va suggerir la idea d'una "homosfera" - una esfera humana de la Terra. La seva contribució original a la ciència en general fou també el desenvolupament d'una nova disciplina anomenada ecologia de la cultura, que va definir com una esfera essencial de la vida humana.
Una de les idees del concepte de Likhatxov era la correlació entre la cultura i la natura. En el seu llibre Poetica dels jardins: Per la semàntica del paisatge als estils de jardineria, rus: Поэзия садов: К семантике садово-парковых стилей (1982), parc i art de jardí eren per primer cop considerats com un reflex semiòtic dels principals estils artístics i culturals i les seves ideologies corresponents.
A Moscou i Sant Petersburg, el 1986 es va crear l'Associació Internacional d'intel·lectuals i creatius "Myr Cultura", rus: Мир Культуры ("Cultures del món"), amb l'escriptor Nicolaj Sanvelian, l'economista i escriptor italià Giancarlo Pallavicini, i altres destacats escriptors, artistes i científics, de la qual fou inspirador i president durant molts anys.
Likhachyov pensava en el seu "viatge de la vida" com un moviment vertical, cap a la llar celestial. Les reflexions de la seva experiència com a persona les va plasmar al seu llibre "Reminiscències", rus: Воспоминания Vospominània (1995).
Durant la primera visita de Mikhaïl Gorbatxov a Roma, Myr Cultura va lliurar oficialment, en nom de la intel·lectualitat creativa del món, un programa cultural, anomenat "Manifest dels tres" pels signants fundadors de l'associació. El portaveu rus, Vadim Zagladin, el va presentar la premsa mundial en el Fòrum Itàlic, el 1998, com un exemple de la llibertat cultural per a Rússia i per al món, signat per Dmitry Likhatxov, Nicolaj Sanvelian i Giancarlo Pallavicini.
Els últims treballs de Dmitri Likhatxov van aplegar les seves idees generals sobre el seu país d'origen. El llibre Pensaments sobre Rússia, rus: Раздумья о России Razdúmia o Rossii, acabat el 1999, pocs dies abans de la mort de l'autor, està dedicat al lloc de Rússia en la història del món, els seus mites i els seus trets més característics. L'edició d'Assajos sobre la cultura de Rússia va ser publicada pòstumament el 2000.
Dmitri Likhatxov va morir el 30 de setembre del 1999.

## Llegat
Un planeta menor, el 2877 Likhachev descobert el 1969 per l'astrònoma soviètica Liudmila Txernikh rep aquest nom en honor seu.

## Honors
- 1952 - Premi Stalin

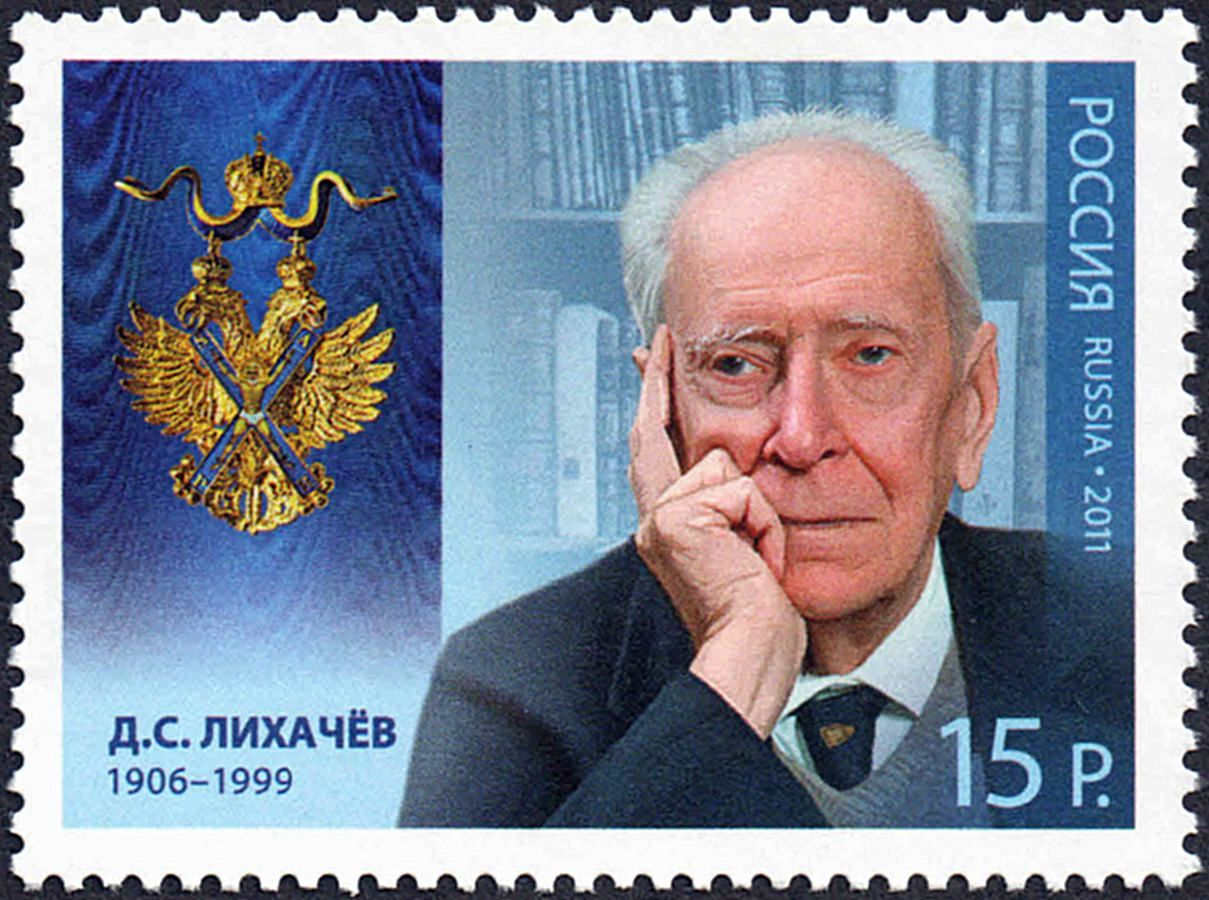
Dmitri Likhatxov en un segell postal rus del 2011

- 1963 - Elegit membre de l'Acadèmia Búlgara de Ciències
- 1964 - Doctor honoris causa per la Universitat Nicolau Copèrnic de Toruń
- 1964 - Doctor honoris causa per la Universitat d'Oxford
- 1966 - Orde de la Bandera Roja del Treball
- 1968 - Elegit membre de l'Acadèmia Austríaca de Ciències
- 1970 - Elegit membre de l'Acadèmia Soviètica de Ciències
- 1964 - Doctor honoris causa per la Universitat d'Edimburg
- 1969 - Premi Estatal de l'URSS
- 1972 - Elegit membre de l'Acadèmia Sèrbia de Ciències i Arts
- 1973 - Elegit membre de l'Acadèmia de Ciències d'Hongria
- 1983 - Doctor honoris causa per la Universitat de Bordeus
- 1983 - Doctor honoris causa per la Universitat de Zúric
- 1985 - Doctor honoris causa per la Universitat Eötvös Loránd
- 1986 - Heroi del Treball Socialista
- 1987 - Elegit membre de l'Accademia Nazionale dei Lincei
- 1988 - Doctor honoris causa per la Universitat Georg-August de Göttingen
- 1991 - Doctor honoris causa per la Universitat Carolina de Praga
- 1992 - Doctor honoris causa per la Universitat de Siena
- 1993 - Elegit membre de l'Acadèmia Americana de les Arts i les Ciències
- 1993 - Medalla d'Or Lomonóssov
- 1993 - Ciutadà d'honor de la seva ciutat natal, Sant Petersburg
- 1995 - Elegit membre de la Societat Filosòfica Americana
- 1998 - Orde de Sant Andreu
- 2000 - Premi Estatal de Rússia

Medalles
- Medalla de la defensa de Leningrad
- Medalla per la Tasca Meritòria durant la Gran Guerra Patriòtica de 1941-1945
- Medalla dels Treballadors Distingits
- Medalla del Centenari de Lenin
- Medalla del 20è Aniversari de la Victòria en la Gran Guerra Patriòtica
- Medalla del 30è Aniversari de la Victòria en la Gran Guerra Patriòtica
- Medalla del 40è Aniversari de la Victòria en la Gran Guerra Patriòtica
- Medalla dels Treballadors Veterans